# Нигерийско-нигерские отношения
Нигерийско-нигерские отношения — двусторонние дипломатические отношения между Нигерией и Нигером. Протяжённость государственной границы между странами составляет 1608 км.

## История
В настоящее время между странами имеется ряд разногласий: не установлены границы в районе соприкосновения территорий Бенина, Нигера и Нигерии; только Нигерия и Камерун прислушались к призыву Комиссии по озеру Чад ратифицировать договор о делимитации, который также включает часть границ Чада и Нигера, а также Нигера и Нигерии. В 2019 году в Нигере проживало 161 359 беженцев из Нигерии.

## Торговля
Объем товарооборот между странами вырос с 8 004 975 долларов США в 2012 году до 62 305 100 долларов США
в 2014 году. В этот период торговый баланс был в пользу Нигерии: экспорт Нигерии в Республику Нигер в 2012 году составил сумму 4 374 093 долларов США и увеличился до 61 566 566 долларов США в 2014 году. Экспортные товары Нигерии в Нигер: лосось, кокосы, орехи кешью, кукурузная мука, какао бобы, какао-оболочка, какао-масло, какао-порошок, хлеб, сигареты
и кожаные изделия. Импорт Нигерии из Республики Нигер в 2012 году составил сумму 3 630 882 долларов США и
в 2014 году снизился до 738 534 долларов США. Экспортные товары Нигера в Нигерию: шкуры животных, финики, ремесленные товары, пневматические шины, картон, холодильники, морозильные камеры, дизельные двигатели для грузовых транспортных средств.

## Дипломатические представительства
- Нигерия имеет посольство в Ниамее[4].
- Нигер содержит посольство в Абудже[5].